# Franz Wiget
Franz Wiget (* 18. Februar 1961 in Schwyz) ist ein Schweizer Koch.

## Werdegang
Wiget ging nach der Ausbildung 1980 zum Hotel Seepark in Oberägeri und 1982 zur Konditorei Café Haug in Schwyz. 1983 kochte er in der Unteroffiziersschule der Schweizer Armee und wechselte dann 1984 zum Restaurant Raben in Luzern. 1987 ging er zur Hotelfachschule Belvoirpark in Zürich.
Von 1989 bis 2022 war er Küchenchef im Restaurant Adelboden in Steinen, das ab 2009 mit zwei Michelinsternen ausgezeichnet war, im Gault Millau seit 2008 mit 18 Punkten. Er führte das Restaurant zusammen mit seiner Ehefrau Ruth.
Seit Juli 2022 ist Wiget im Ruhestand. Zusammen mit den ebenfalls pensionierten Gourmetköchen André Jaeger, Wolfgang Kuchler, Robert Speth, Martin Dalsass und Dario Ranza gründete er 2024 den «Buena Vista Kitchen Club».

## Auszeichnungen
- 2000: Aufsteiger des Jahres, Gault-Millau
- 2002: Palmares, Guide Bleu
- 2009: zwei Michelinsterne im 2011
- 2011: Koch des Jahres 2012, Gault-Millau

## Mitgliedschaften
- Jeunes Restaurateurs d’Europe
- Grandes Tables de Suisse